# Южни задругар
„Южни задругар“ (на сръбски: Jужни Задругар) е сръбски вестник, излизал в Скопие, Кралство Югославия, от 1929 година до януари 1941 година.
Вестникът започва да излиза през 1929 година, като подзаглавието му е орган на аграрните общности в Южна Сърбия.
Излиза два 2 месечно. Печата се в скопската печатница „Стара Сърбия“. Собственик и отговорен редактор на вестника е Васо Шалетич. Спира през януари 1941 година.